# Nicklas Nielsen
Nicklas Nielsen (Hørning, 6 febbraio 1997) è un pilota automobilistico danese, attivo nel Campionato del mondo endurance FIA con l'Hypercar della Scuderia Ferrari. Nell'endurance vanta due vittorie finali nella classe GTE-Am e una nella classe LMP2-Am, mentre nella 24 Ore di Le Mans può vantare un successo di classe nel 2021 nella classe GT-Am e assoluto nel 2024 nella classe Hypercar.

## Carriera

### Kart e l'inizio in Monoposto
Nielsen inizia a fare kart nel 2001 a 4 anni, dal 2008 inizia a competere nei campionati internazionali, il pilota danese ha vinto ben sei volte il campionato WSK in diverse categorie, nel 2012 ha vinto il campionato asiatico nella categoria KF2. Mentre nel 2014 arriva secondo nel campionato europeo e nel 2015 terzo nel campionato mondiale.
Nel 2016, Nielsen fa il suo esordio in monoposto nel campionato di Formula 4 ADAC, finendo 8º e vincendo il campionato Rookie correndo per il team austriaco Neuhauser Racing, segnando tre podi e due giri più veloci. L'anno successivo Nielsen torna al campionato ADAC, questa volta con il team US Racing. Riesce a vincere la sua prima gara e ottiene altri tre podi ma non riesce a lottare per il titolo e chiude sesto in classifica.

### Passaggio alle corse GT
Nel 2018, non avendo il budget per continuare le corse in monoposto, Nielsen partecipa alla Ferrari Challenge Europe dove conquista 14 podi (con 10 vittorie) in altrettante gare e riesce a vincere il campionato già dal primo anno. Grazie a questo successo Nielsen viene notato da Luzich Racing che gli offre un posto nel suo team per correre nell'European Le Mans Series 2019 nella classe LMGTE. A guida della Ferrari 488 GTE Evo il danese insieme a Fabien Lavergne e Alessandro Pier Guidi riescono a vincere nella loro categoria. Nel 2021 insieme ad Alessandro Pier Guidi, Côme Ledogar e la Ferrari 488 GT3 Evo 2020 del team Iron Lynx vince la GT World Challenge Europe Endurance Cup e la prestigiosa 24 Ore di Spa.

### Endurance come pilota Ufficiale Ferrari

#### 2019-2021: GT

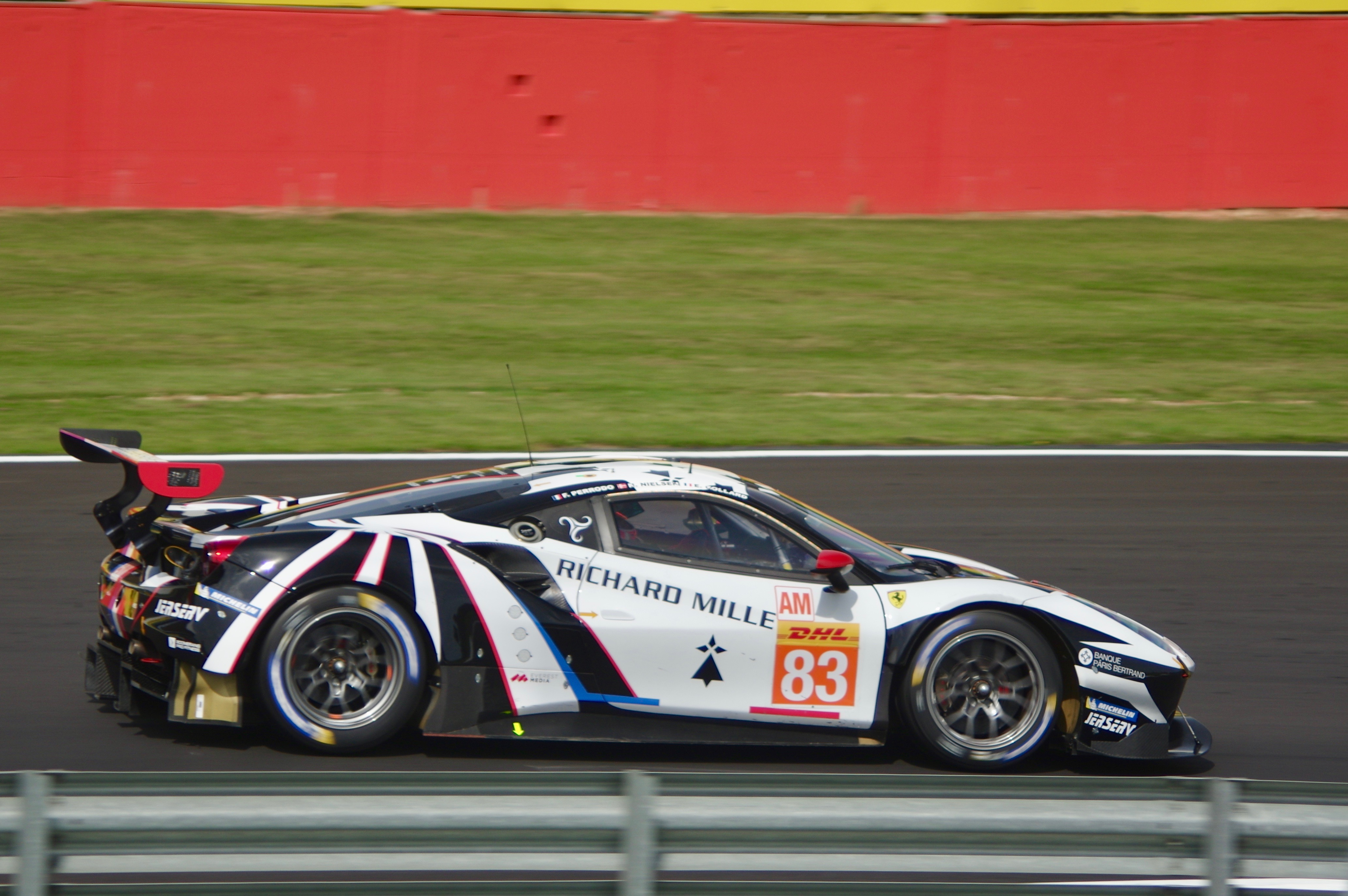
Nielsen nella 4 Ore di Silverstone

Nel 2019, Nielsen diventa un pilota ufficiale della Ferrari, correndo per il team italiano AF Corse. Il pilota danese con i compagni di squadra François Perrodo e Emmanuel Collard partecipa al campionato del mondo endurance nella classe GTE-Am. L'equipaggio conquista la vittoria nella 4 Ore di Silverstone e nella 6 Ore di Spa-Francorchamps e arrivano terzi nella 24 Ore di Le Mans. A fine stagione il team si laurea campione.
Nel 2021 Nielsen viene confermato dal team AF Corse, il danese divide la Ferrari 488 GTE Evo con Alessio Rovera e François Perrodo.L'equipaggio inizia subito molto bene, vince la 6 Ore di Spa-Francorchamps, finisce nella top 10 a Portimão e ritorna subito alla vittoria nella 6 ore di Monza. La terza vittoria è quella più prestigiosa: la 24 Ore di Le Mans. L'equipaggio vince anche l'ultimo round in Bahrain e chiude la stagione da campione nella classe GTE Am, per Nielsen è il secondo successo consecutivo nella serie. Partecipa al GT World Challenge Europe 2021 vincendo la 24 Ore di Spa e il titolo piloti con Alessandro Pier Guidi e Come Ledogar.

#### 2022: LMP2

Nicklas Nielsen durante la 24 Ore di Le Mans con l'Oreca 07 del team AF Corse

Nel gennaio 2022 partecipa per la prima volta alla 24 Ore di Daytona alla guida della Ferrari 488 GTE Evo del team AF Corse insieme a Toni Vilander e Simon Mann.
Per la stagione 2022 il team AF Corse decide di esordire nella categoria LMP2 con l'equipaggio vincente nel 2021 nella categoria GTE AM. Nielsen, Perrodo e Rovera si dividono la Oreca 07 sia nel WEC sia nell'European Le Mans Series. Nel prime due gare del WEC l'equipaggio si dimostra molto veloce fin dal inizio, conquistando due pole nella LMP2 e vincendo sia la 1000 Miglia di Sebring e la 6 Ore di Spa nella classe LMP2 Pro/Am. Dopo il secondo posto a Le Mans il team ottiene altre due vittorie, la 6 Ore del Fuji  e l'8 Ore del Bahrain. L'equipaggio bissa il risultato del anno precedente laureandosi campione nella loro classe, mentre nel ELMS chiudono al terzo posto.

#### 2023-presente: Hypercar

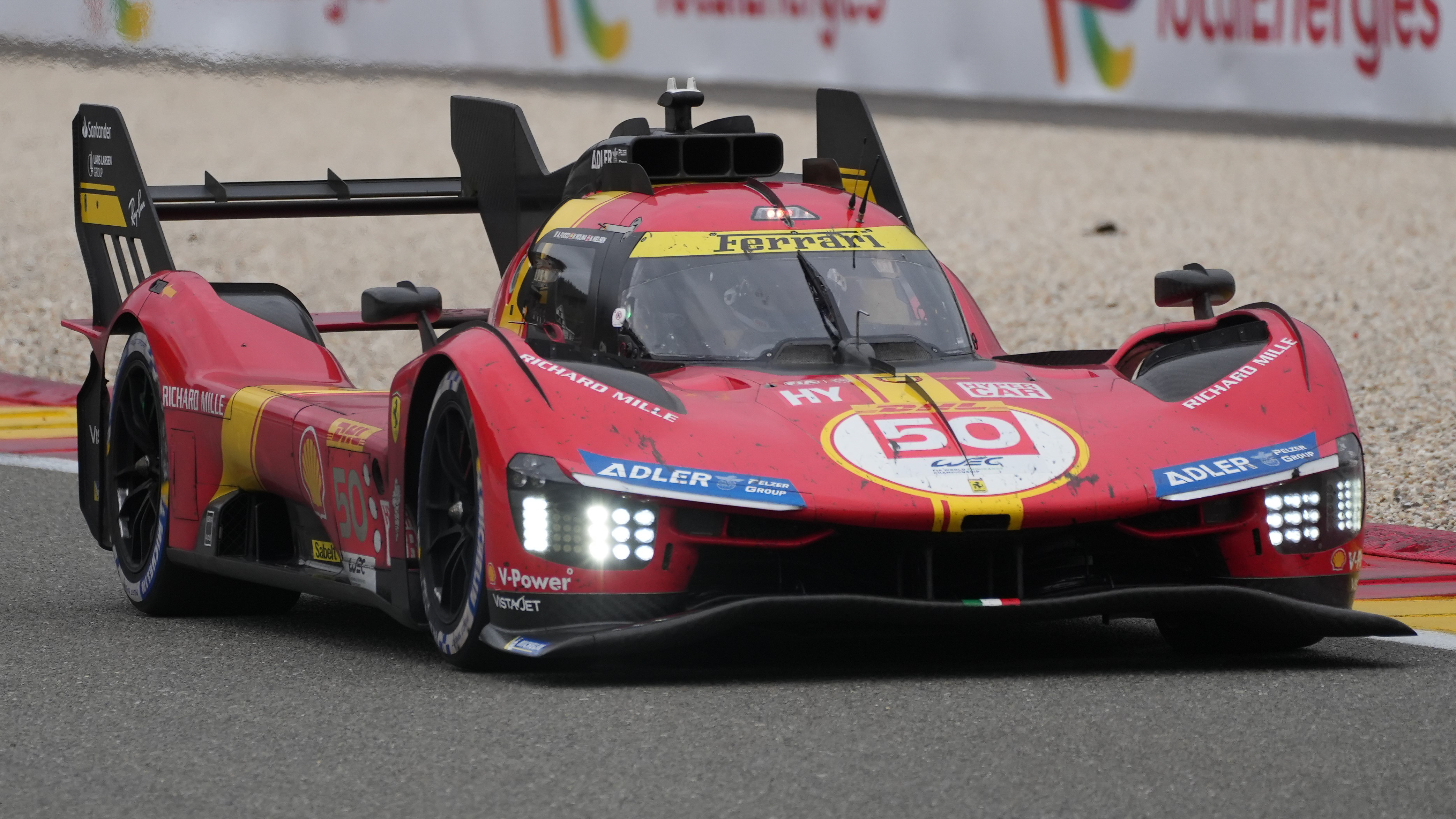
La Ferrari 499P di Nielsen durante la 6 ore di Spa 2023

Nel luglio del 2022 Nielsen insieme a Alessandro Pier Guidi sono i primi piloti a scendere in pista con la nuova Le Mans Hypercar della Ferrari durante dei test a Fiorano. A gennaio viene scelto come pilota ufficiale del marchio per portare in pista la nuova Ferrari 499P nel WEC, che dividerà con Antonio Fuoco e Miguel Molina. Nel esordio nella nuova classe a Sebring l'equipaggio ottiene il terzo posto, mentre nella 6 Ore di Portimão chiudono secondi. Nel resto della stagione l'equipaggio ottiene altri due podi, il primo nella 6 Ore di Monza e il secondo in Bahrain. A fine stagione Nielsen e i suoi compagni chiudono terzi in classifica dietro le due Toyota. Oltre al WEC prende parte al GTWCE Endurance Cup alla guida della nuova Ferrari 296 GT3 insieme ad Robert Švarcman ed Alessio Rovera.
Confermato anche per la stagione 2024 con i suoi compagni, ottiene il sesto posto nella prima 1812 km del Qatar mentre conquista la sua seconda pole nella 6 Ore di Imola. In gara il team sbaglia strategia perdendo la testa della corsa e l'equipaggio si deve accontentare di un quarto posto ottenuto al ultimo giro superando la Toyota Gazoo Racing. Nella 6 Ore di Spa-Francorchamps arriva grazie a un terzo posto il primo podio nella stagione mentre la prima vittoria arriva nella prestigiosa 24 Ore di Le Mans. L'equipaggio di Fuoco, Molina e Nielsen portano per il secondo anno consecutivo la Ferrari 499P a vincere la gara più prestigiosa al mondo. 
Nel 2025 rimane nel WEC con la Ferrari dove ottiene la vittoria nella prima gara stagionale la 1812 km del Qatar. 

## Risultati

### Riassunto della carriera
| Stagione | Serie                                           | Team             | Gare | Vittorie | Pole | G.V | Podio | Punti | Pos. |
| -------- | ----------------------------------------------- | ---------------- | ---- | -------- | ---- | --- | ----- | ----- | ---- |
| 2016     | Formula 4 ADAC                                  | Neuhauser Racing | 24   | 0        | 0    | 2   | 3     | 106   | 8°   |
| 2017     | Formula 4 ADAC                                  | US Racing        | 19   | 1        | 1    | 1   | 4     | 128   | 6°   |
| 2018     | Ferrari Challenge Europe – Trofeo Pirelli (Pro) | Formula Racing   | 14   | 10       | 8    | 10  | 14    | 282   | 1°   |
| 2019     | European Le Mans Series - GTE                   | Luzich Racing    | 6    | 4        | 0    | 2   | 5     | 127   | 1°   |
| 2019-20  | WEC - GTE Am                                    | AF Corse         | 8    | 2        | 0    | 0   | 5     | 167   | 1°   |
| 2020     | GT World Challenge Europe Endurance Cup         | AF Corse         | 3    | 0        | 0    | 0   |       | 46    | 6°   |
| 2021     | WEC - GTE Am                                    | AF Corse         | 6    | 4        | 0    | 3   | 4     | 150   | 1°   |
| 2021     | GT World Challenge Europe Endurance Cup         | Iron Lynx        | 5    | 1        | 0    | 0   | 1     | 83    | 1°   |
| 2022     | 24 Ore di Daytona                               | AF Corse         | 1    | 0        | 0    | 0   | 0     | -     | 4°   |
| 2022     | WEC - LMP2 Pro/Am                               | AF Corse         | 6    | 4        | 2    | 0   | 6     | 177   | 1°   |
| 2022     | European Le Mans Series - LMP2 Pro/Am           | AF Corse         | 6    | 1        | 0    | 0   | 4     | 101   | 3°   |
| 2022     | GT World Challenge Europe Endurance Cup         | Iron Lynx        | 5    | 0        | 0    | 0   | 1     | 37    | 10°  |

* Stagione in corso.

### Risultati WEC
| Anno    | Team             | Classe      | Auto                | SIL | FUJ | SHA | BHR | COA | SPA | LMS | BHR | Punti | Pos. |
| ------- | ---------------- | ----------- | ------------------- | --- | --- | --- | --- | --- | --- | --- | --- | ----- | ---- |
| 2019–20 | AF Corse         | GTE Am      | Ferrari 488 GTE Evo | 1   | 2   | 4   | 4   | 4   | 1   | 3   | 2   | 167   | 1°   |
| Anno    | Squadra          | Classe      | Vettura             | SPA | ALG | MNZ | LMS | BHR | BHR |     |     | Punti | Pos. |
| 2021    | AF Corse         | GTE Am      | Ferrari 488 GTE Evo | 1   | 10  | 1   | 1   | 5   | 1   | 150 | 1°  |       |      |
| Anno    | Squadra          | Classe      | Vettura             | SEB | SPA | LMS | MON | FUJ | BHR |     |     | Punti | Pos. |
| 2022    | AF Corse         | LMP2 Pro/Am | Oreca 07            | 1   | 1   | 2   | 3   | 1   | 1   | 177 | 1°  |       |      |
| Anno    | Squadra          | Classe      | Vettura             | SEB | ALG | SPA | LMS | MON | FUJ | BHR |     | Punti | Pos. |
| 2023    | Ferrari AF Corse | Hypercar    | Ferrari 499P        | 3   | 2   | Rit | 5   | 2   | 4   | 3   |     | 120   | 3°   |
| Anno    | Squadra          | Classe      | Vettura             | QAT | IMO | SPA | LMS | SÃO | COA | FUJ | BHR | Punti | Pos. |
| 2024    | Ferrari AF Corse | Hypercar    | Ferrari 499P        | 6   | 4   | 3   | 1   | 6   | 3   | 9   | 11  | 115   | 2°   |
| Anno    | Squadra          | Classe      | Vettura             | QAT | IMO | SPA | LMS | SÃO | COA | FUJ | BHR | Punti | Pos. |
| 2025    | Ferrari AF Corse | Hypercar    | Ferrari 499P        | 1   | 15  | 2   | SQ  |     |     |     |     | 57*   |      |
| Legenda |                  |             |                     |     |     |     |     |     |     |     |     |       |      |

* Stagione in corso.

### Risultati nel ELMS
| Anno    | Squadra  | Classe      | Vettura  | PAU | IMO | MON | BAR | SPA | POR | Punti | Pos. |
| ------- | -------- | ----------- | -------- | --- | --- | --- | --- | --- | --- | ----- | ---- |
| 2022    | AF Corse | LMP2 Pro/Am | Oreca 07 | 2   | 5   | 4   | 1   | 2   | 2   | 101   | 3°   |
| Legenda |          |             |          |     |     |     |     |     |     |       |      |

### Risultati 24 ore di Le Mans
| Anno | Team             | Co-Piloti                         | Auto                | Classe   | Giri | Pos. | Classe Pos. |
| ---- | ---------------- | --------------------------------- | ------------------- | -------- | ---- | ---- | ----------- |
| 2020 | AF Corse         | François Perrodo Emmanuel Collard | Ferrari 488 GTE Evo | GTE Am   | 339  | 26°  | 3°          |
| 2021 | AF Corse         | Alessio Rovera François Perrodo   | Ferrari 488 GTE Evo | GTE Am   | 340  | 25°  | 1°          |
| 2022 | AF Corse         | Alessio Rovera François Perrodo   | Oreca 07-Gibson     | LMP2 Am  | 361  | 24°  | 2°          |
| 2023 | Ferrari AF Corse | Antonio Fuoco Miguel Molina       | Ferrari 499P        | Hypercar | 337  | 5°   | 5°          |
| 2024 | Ferrari AF Corse | Antonio Fuoco Miguel Molina       | Ferrari 499P        | Hypercar | 311  | 1°   | 1°          |
| 2025 | Ferrari AF Corse | Antonio Fuoco Miguel Molina       | Ferrari 499P        | Hypercar | 387  | SQ   | SQ          |

### Risultati 24 ore di Daytona
| Anno | Team     | Co-Piloti                                        | Auto                | Classe | Giri | Pos. | Classe Pos. |
| ---- | -------- | ------------------------------------------------ | ------------------- | ------ | ---- | ---- | ----------- |
| 2022 | AF Corse | Simon Mann Toni Vilander                         | Ferrari 488 GTE Evo | GTD    | 707  | 26°  | 4°          |
| 2023 | AF Corse | François Perrodo Matthieu Vaxivière Julien Canal | Oreca 07            | LMP2   | 761  | 9°   | 3°          |